# Všetko čo mám rád
Všetko čo mám rád é um filme de drama eslovaco de 1993 dirigido e escrito por Martin Šulík. Foi selecionado como representante da Eslováquia à edição do Oscar 1994, organizada pela Academia de Artes e Ciências Cinematográficas.

## Elenco
- Juraj Nvota - Tomás
- Gina Bellman - Ann
- Zdena Studenková - Magda
- Jirí Menzel - Vasek
- Jakub Ursiny
- Rudolf Sloboda